# Australopithecus africanus
A Australopithecus africanus egy kihalt australopithecine faj ami 3,3 és 2,1 millió évvel ezelőtt élt, vagy a késő pliocénben és a korai pleisztocén korban; vitatott hogy a modern ember közvetlen őse-e. Karcsú vagy gracilis felépítésű volt, csak négy dél-afrikai helyen találták megː Taung (1924), Sterkfontein (1935), Makapansgat (1948) és Gladysvale (1992).

## Híres kövületek

### Taungi gyerek

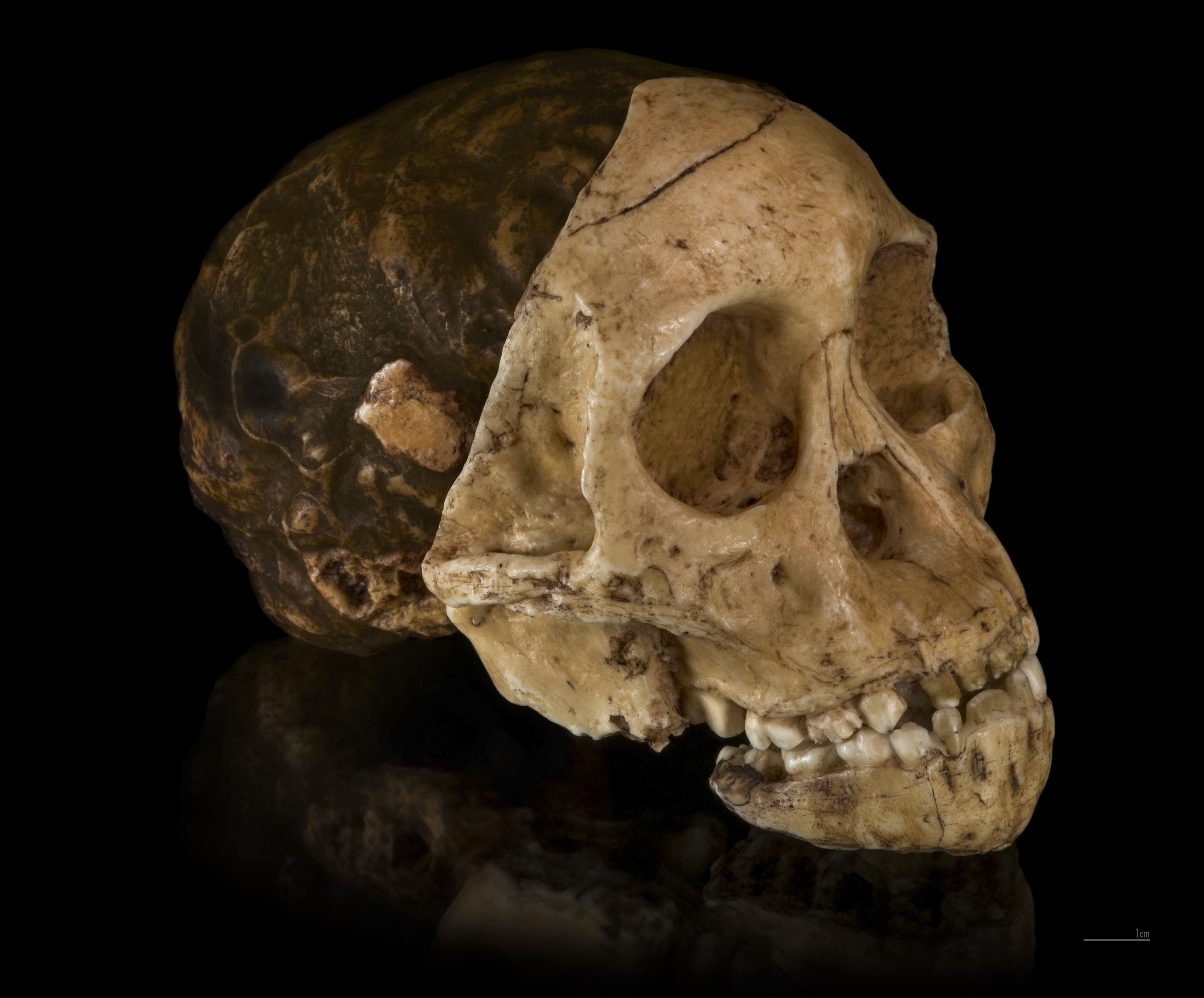
A Taungi gyermek gipszöntvénye.

Raymond Dart találta a Taungi gyerek nevű koponyát ami egy páratlan majomszerű teremtmény volt amiben jelen voltak az emberi jellemzők a szemüregnél, a fogaknál, és a legfontosabb a koponya alapjánál levő lyuknál a gerincoszlop felett, aminek az elhelyezkedése jelzi az emberszerű függőleges testtartást, és azt hogy magas a valószínűsége annak hogy ez a főemlős két lábon járt szemben a négylábú mozgással.
Dart elmélete szerint a Taungi gyerek koponyája egy közbülső fajt képviselt a majmok és az ember között.

### Mrs. Ples

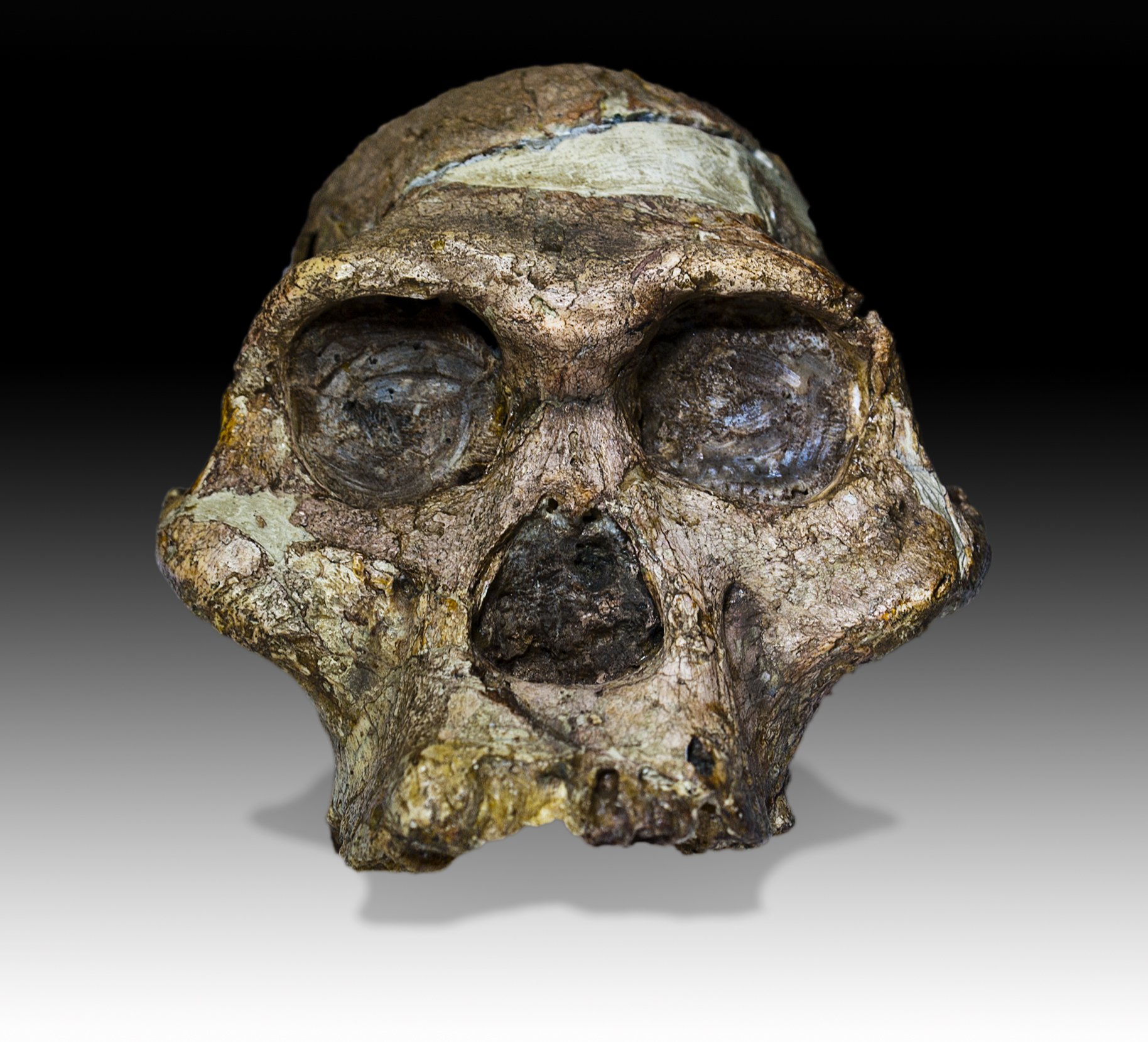
"Mrs. Ples" koponyája Australopithecus africanus; Pretoria.

1936-ban a Sterkfontein barlangban találták az első felnőtt australopithecinet, ami alaposan megerősítette Dart állítását. Később Robert Broom egy 485 cc agykapacitású felnőtt egyed agyöntvényét Plesianthropus transvaalensisként osztályozott. 1947-ben fedezték fel egy középkorú nő koponyáját, amit szintén Plesianthropus transvaalensisként osztályoztak, bár jelenleg úgy gondolják hogy egy fiatal férfihoz tartozik a koponya. Mindkét kövületet később Australopithecus africanusként osztályozták.
Agykapacitásuk csak körülbelül 485 köbcentiméter, az egyik első kövület volt amiről kiderült hogy függőlegesen járt (két lábon járó mozgás), ami jól fejlődött bármilyen jelentős agyméret növekedés előtt. És összehasonlítva a modern majmokkal Dart megjegyezte hogy a Taungi gyerekkel együtt hiányzik az arc kivetülés, egy közös jellemző a fejlett homininákban.

### Kis láb
1997-ben fedezte fel Ronald J. Clarke egy majdnem teljes Australopithecus csontvázat, a minta elemzése még mindig folyamatban van. Jelenleg az Australopithecus africanus fajba osztályozzák, de Clarke azt sugallja hogy nem tartozik sem az afarensis sem az africanus fajba sem, egy egyedülálló Australopithecus fajt találtak Makapansgatnál és Sterkfonteinnél (és Australopithecus Prometheusnak nevezték el). 2015-ös új radioizotópos technikával készült kormeghatározás szerint a Kis láb körülbelül 3.7 millió éves.

## Morfológia és értelmezések
Az A. africanus sok jellemzőjében hasonló volt az A. afarensishez, két lábon járás, a karjai némileg hosszabbak voltak mint a lábai (egy fizikai jellemző ami a csimpánzokban is megtalálható). Némileg emberszerű fejlett koponya jellemzői voltak (Mrs. Ples és STS 71 koponyáján látható), de voltak primitív jellemzői is beleértve a majomszerű famászásra adaptálódott ívelt ujjait.
Ahelyett hogy egy közvetlen őse lenne a későbbi hominináknak és ezáltal az embereknek, néhány kutató úgy gondolja hogy a A. africanus Paranthropussá fejlődött, és konkrétan a P. robustus az A. africanus leszármazottja. A P. robustus és a A. africanus koponyái nagyon egyformának látszanak, a P. robustus súlyosabb felépítésű (robusztusabb) jellemzői ellenére, amik hasonlóak a modern gorilla nehéz rágáshoz való adaptációihoz. Másfelől viszont az A. africanus koponyája egészen szorosan hasonlított egy modern csimpánzéra; mindkettő agymérete körülbelül 400 cc-500 cc és valószínűleg majomszerű intelligenciája volt. Olyan medencéje volt ami hatékonyabb két lábon járásra tette képessé mint az A. afarensisé. Egy 2015-ös tanulmány a kéz csontjain jelezte hogy a fajnak emberszerű trabekuláris csont mintája volt a kézközépcsontjában ami összhangban van a hüvelykujj és az ujjak erőteljes ellenállásával. Az ilyen morfológia támogatja a szerszánkészítés és használat korábbi időpontját mint amit korábban valószínűnek gondoltak.

## Szexuális dimorfizmus
Az emberszerű szexuális dimorfizmus bizonyítékát az ágyéki gerincoszlopon leírták a két lábon járó A. africanusnál. A morfológiájuknak ez a jellemző vonása egy evolúciós adaptációnak látszik a nőstény kétlábúságnál azért hogy eredményesebben viselje a terhelést az ágyéki gerincoszlopon a terhesség alatt, egy adaptáció amire a nem két lábon járó főemlősöknek nincs szüksége.
Egy 2011-es vizsgálat a fogak stroncium izotóp arányait használva azt javasolta hogy az A. africanus és a P. robustus csoportok közt dél-Afrikában a nőstények telepedtek le távolabb a születési területüktől mint a hímek.

## Geokronológia
A kis láb minta újabb elemzése szerint körülbelül 3,7 millió éves, ami támogatja Ronald Clarke állítását hogy az egy  korábban ismeretlen faj a Paranthropus robustushoz hasonló jellemzőkkel, és Australopithecus prometheusnak van elnevezve. Ehelyett a mintákat a legtöbb tudós általában az A. africanus-ba csoportosítja. Korábban úgy gondolták hogy 2-3 millió évvel ezelőtt élt a faj.
A Makapansgati fosszíliák 3,0-2,6 millió évvel ezelőttiek. A Sterkfonteini fosszíliák pedig 2,6-2,0 millió évvel ezelőttiek, Mrs Ples pedig körülbelül 2,0 millió éves. A Gladysvalei fosszíliák körülbelül 2.4-2.0 millió évvel ezelőttiek. A Taungi-gyerek maradványainak korát nehezebb megállapítani.